# Zaisu
Zaisu (座椅子) er en særlig form for japansk stol, der ikke har nogen ben, men hvis design er afledt af normale stole. Zaisu er udbredt i Japan, især i huse med spisestue i traditionel japansk stil, hvor man bruger lave borde og tatamimåtter. Her kan man slappe af i en zaisu på en kold aften under et opvarmet kotatsubord.
Traditionelt sidder japanere gerne knælende med vægten på underbenene, idet benene er foldet under kroppen. Efter længere tid kan det imidlertid give smerter, især for folk der ikke er vant til at sidde på den måde. Af denne grund foretrækker mange japanere den bekvemmere zaisu-variant, hvor ryggen er støttet, og benene kan strækkes ud. Zaisu findes i mange varianter, enten med en indbygget pude eller en løs zabuton. Desuden findes der ofte et separat armlæn, kyousoku (脇息), der kan give en yderligere afslappet måde at sidde på.
Zaisu kom på mode allerede i Muromachi-perioden (ca. 1336–1573). Også i nutiden findes de i mange moderigtige varianter.